# Klemen Bečan
Klemen Bečan (* 14. srpna 1982) je bývalý slovinský reprezentant ve sportovním lezení, juniorský mistr světa a dvojnásobný vítěz zimních armádních světových her v lezení na obtížnost.
Závodům ve sportovním lezení se věnoval (2003–2015) také jeho mladší bratr Jure Bečan (* 1989), který se nejlépe umístil celkově třetí v lezení na obtížnost na EPJ 2006 v kategorii A, v mezinárodních závodech dospělých však již nezískal medaili.

## Výkony a ocenění
- 2010,2013: dvakrát zvítězil v lezení na obtížnost na zimních armádních světových hrách, odkud si odnesl celkem čtyři medaile

### Závodní výsledky
| Světový pohár       | Světový pohár | Světový pohár | Světový pohár | Světový pohár | Světový pohár | Světový pohár |
| Rok                 | 2008          | 2009          | 2010          | 2011          | 2012          | 2013          |
| ------------------- | ------------- | ------------- | ------------- | ------------- | ------------- | ------------- |
| Obtížnost           | 5             | 3             | 4             | 3             | 7             | 9             |
| jednotlivě* (x/x/x) |               |               |               |               |               |               |
|                     |               |               |               |               |               |               |
| Bouldering          | 18-19         | 9             | 10            | 7             | 17            | 16            |
| jednotlivě* (x/x/x) |               |               |               |               |               |               |
|                     |               |               |               |               |               |               |
| Kombinace           | 5             | 3             | 4             | 3             | 7             | 8             |

- poznámka: nalevo jsou poslední závody v roce

| Zimní armádní světové hry | Zimní armádní světové hry | Zimní armádní světové hry |
| Rok                       | 2010                      | 2013                      |
| ------------------------- | ------------------------- | ------------------------- |
| Obtížnost                 | 1                         | 1                         |
| Rychlost (nestandardní)   | —                         | 2                         |
| Bouldering                | —                         | 3                         |

| Mistrovství světa juniorů | Mistrovství světa juniorů |
| Rok                       | 1997                      |
| ------------------------- | ------------------------- |
| Obtížnost                 | 1                         |

| Obtížnost | 2 | 3 |